# Prionomelia cretafunda
Prionomelia cretafunda là một loài bướm đêm trong họ Geometridae.